# Martin Elmiger
Martin Elmiger (Zugo, 23 settembre 1978) è un ex ciclista su strada svizzero. Professionista dal 2001 al 2017, specialista delle corse di un giorno, vinse quattro campionati nazionali in linea.

## Carriera
Passato professionista nel 2001, dal 2007 al 2012 ha militato nell'AG2R La Mondiale. In precedenza ha vestito le divise del Post Swiss Team e della Phonak Hearing Systems, entrambe squadre svizzere. Dal 2013 al 2016 ha gareggiato per il team IAM Cycling, mentre dal 2017 è tra le file della BMC Racing Team.
È stato protagonista della prova in linea dei campionati mondiali 2007 a Stoccarda: in quella gara ha chiuso al decimo posto, nel secondo gruppetto a 8" dal vincitore Paolo Bettini. Nel 2009 è stato lontano dalle corse per tre mesi e mezzo a causa di un'operazione all'arteria iliaca.

## Palmarès
- 2001 (Post Swiss Team, due vittorie)

Campionati svizzeri, Prova in linea
Stausee Rundfahrt
- 2002 (Phonak, una vittoria)

Circuito de Getxo
- 2003 (Phonak, una vittoria)

Gran Premio del Canton Argovia
- 2004 (Phonak, una vittoria)

3ª tappa Tour du Languedoc-Roussillon
- 2005 (Phonak, due vittorie)

Campionati svizzeri, Prova in linea
1ª tappa Volta a Catalunya
- 2007 (AG2R Prévoyance, due vittorie)

Classifica generale Tour Down Under
Grand Prix d'Isbergues
- 2008 (AG2R, una vittoria)

1ª tappa Tour de Picardie
- 2010 (AG2R La Mondiale, quattro vittorie)

4ª tappa Quatre Jours de Dunkerque (Merville > Cassel)
Classifica generale Quatre Jours de Dunkerque
Campionati svizzeri, Prova in linea
Grand Prix de la Somme
- 2013 (IAM Cycling, due vittorie)

1ª tappa Tour du Limousin (Rochechouart)
Classifica generale Tour du Limousin
- 2014 (IAM Cycling, una vittoria)

Campionati svizzeri, Prova in linea

### Altri successi
- 2016 (IAM Cycling)

Classifica svizzeri Tour de Suisse

## Piazzamenti

### Grandi Giri
- Giro d'Italia

2006: 80º
- Tour de France

2004: 108º
2007: 74º
2008: 71º
2010: 75º
2014: 75º
2015: 100º
2016: 64º
- Vuelta a España

2007: 86º

### Classiche monumento
- Milano-Sanremo

2003: 31º
2004: 27º
2006: 9º
2007: 14º
2008: 21º
2009: 12º
2013: 118º
2014: ritirato
2016: 43º
2017: 80º
- Giro delle Fiandre

2002: 75º
2003: 52º
2004: 30º
2005: 34º
2006: 33º
2007: 33º
2008: 22º
2009: 9º
2013: 33º
2014: ritirato
2015: 10º
2016: ritirato
2017: ritirato
- Parigi-Roubaix

2004: 52º
2006: 18º
2007: 24º
2008: 32º
2011: 17º
2013: 41º
2015: 5º
2017: ritirato
- Liegi-Bastogne-Liegi

2004: 95º
- Giro di Lombardia

2003: 66º
2005: 8º
2017:  ritirato

### Competizioni mondiali
- Campionati del mondo

Valkenburg 1998 - In linea Under-23: 11º
Plouay 2000 - In linea Under-23: 11º
Lisbona 2001 - In linea Elite: 92º
Zolder 2002 - In linea Elite: 117º
Hamilton 2003 - In linea Elite: 13º
Verona 2004 - In linea Elite: 26º
Madrid 2005 - In linea Elite: 10º
Salisburgo 2006 - In linea Elite: 14º
Stoccarda 2007 - In linea Elite: 10º
Varese 2008 - In linea Elite: ritirato
Melbourne 2010 - In linea Elite: 55º
Toscana 2013 - In linea Elite: ritirato
Doha 2016 - In linea Elite: ritirato
- Giochi olimpici

Atene 2004 - In linea: 29º
Londra 2012 - In linea: 57º

## Riconoscimenti
- Mendrisio d'argento del Velo Club Mendrisio nel 2000